# N.I.B.
N.I.B. ist der vierte Song auf Black Sabbaths gleichnamigen Debütalbum. Es gehört seit mehr als 50 Jahren zu den ikonischen Titeln der Band und wurde mehr als zwei Dutzend Mal von anderen Hardrock- und Metal-Bands als Coverversion herausgebracht. Bei Spotify rangierte er im April 2021 unter allen Titeln der Band auf Platz 5 der Beliebtheitsskala.

## Musikalische Umsetzung
Der Song hat eine Spieldauer von über sechs Minuten und ist damit nach heutigen Gesichtspunkten nicht tauglich für Radio-Airplay. Allerdings gab es in den Sechzigern und Siebzigern noch andere Kriterien und traditionell wurden damals auch noch längere Titel gesendet als in den späteren Dekaden, insofern tat die Spieldauer dem Erfolg zur damaligen Zeit keinen Abbruch. Auch der Songaufbau ist aus heutiger Sicht für eine kommerzielle und breitentaugliche Verwertung ungeeignet, da er den Hörer nicht mit einem prägnanten Thema einfängt (wie es zum Beispiel mit dem Titelsong oder dem späteren Welthit Paranoid umgesetzt wurde), sondern als Intro fungiert 40 Sekunden lang ein zusammenhangloser Blues-Jam, der ausschließlich auf dem Bass ohne Begleitung improvisiert wurde und mit dem eigentlichen musikalischen Thema des Songs nichts zu tun hat. Auf amerikanischen Pressungen wurde das Intro separat als ‚Bassically‘ bezeichnet.
Nach dem Bass-Intro bleibt der Ton länger auf dem Grundton der Improvisation stehen und das schleppende Hauptriff von N.I.B. setzt ein. Auch das Hauptriff wird zuerst vom Bass dominiert, der hierzu stark verzerrt wird und per Wah-Wah-Pedal mit einem variablen Bandpass versehen wird, um die charakteristische Oszillation in der Verzerrung hervorzurufen. Für spätere Parts wird das Wah-Wah öfter ausgeschaltet, sodass der Bass ungefiltert klingt und sich besser gegen die Gitarre durchsetzen kann. Durch die Stimmung der Instrumente, die nicht der üblichen Grundstimmung entspricht, klingt die Tonart in Eb (Es). Die Idee, den Bass verzerrt über ein Wah-Wah-Pedal als Lead-Instrument einzusetzen, inspirierte später den ersten Metallica-Bassisten Cliff Burton zu seinem Solo ‚Anesthesia (Pulling Teath)‘.
N.I.B. weist alle Charakteristika des Heavy Rocks auf. Die gewünschte mittenbetonte Verzerrung ist für das Genre typisch und ein hohes Tempo wird vermieden. Stattdessen reduzieren sich alle Instrumente auf das simple gleichförmige Thema und brechen nur am Ende der geraden Takte in kurze Verzierungen aus. Der Refrain ist in natürlichem Moll gehalten und sehr ruhig, was die Spannung zum Hauptriff erhöht. In der Mitte des Songs gibt es nach drei Strophen einen ausgedehnten Improvisationspart für die Gitarre, der sich über dem Moll-Thema des Refrains ausbreitet. Die Gitarre wurde hierfür gedoppelt eingespielt. Beide Spuren spielen die meiste Zeit identische Leads, weswegen man zuerst an ein Bandecho mit kurzer Verzögerung denkt. Da sich die Melodien aber gelegentlich unabhängig entwickeln, ist der Einsatz zweier unabhängiger Aufnahmespuren eindeutig. Nach der letzten Strophe wiederholen Black Sabbath diese Technik für das Solo ein weiteres Mal und der Song endet nach einer Gitarrenimprovisation im Grundakkord.

## Inhalt
Der Text unterstreicht auf den ersten Blick das okkulte Image der Band, da sich während des Textes Luzifer als Protagonist zu erkennen gibt. Was auf den ersten Blick als Verführung einer menschlichen Frau erscheint, entpuppt sich bei genauem Hinsehen als Schwäche Luzifers, der sich in eine Sterbliche verliebt, was vorher noch nie geschah:

“You are the first to have this love of mine

Forever with me till the end of time

Your love for me has just got to be real

Before you know the way I'm going to feel”

Luzifer nutzt seine Kräfte, um die Frau dazu zu bringen, seine Liebe zu erwidern. Zwar gibt es dominante Passagen, wo er sie als ‚unter seinem Einfluss‘ bezeichnet, aber schlussendlich lässt er ihr doch die Wahl, sich frei zu entscheiden:

“Follow me now and you will not regret

Leaving the life you led before we met

You are the first to have this love of mine

Forever with me till the end of time”

Black Sabbath selbst äußerten sich zum Song, dass Luzifer darin eine gute Person wird.

## Songtitel
Um den Songtitel rankten sich durch Faninterpretationen viele Legenden, da der Bezug zum Song nicht eindeutig war. Es hielten sich in den USA vor allem Deutungen wie Nativity In Black. Alle Versuche, die Abkürzung zu deuten, waren allerdings falsch. Sänger Ozzy Osbourne löste später auf, dass der Titel gar nichts mit dem Inhalt zu tun hat. Stattdessen war es eine spontane Idee, als die Band auf diversen Drogen war und er den Bart von Drummer Bill Ward mit einer Schreibfeder (engl. ‚Nib‘) verglich. Aus einer Laune heraus wurde der Song nach diesem Begriff als „N.I.B.“ getauft. Tony Iommi bestätigte zudem, dass seit diesem Vorfall der Spitzname des Drummers „Nib“ oder „Nibby Ward“ lautete.